# Amīn Rāzī
Amīn Rāzī (también conocido como Omid) fue un geógrafo persa del imperio safávida (siglos XVI y XVII), autor de una enciclopedia geográfica y biográfica (tadhkirah) llamada Haft iqlīm (هفت اقلیم «siete climas») basada en el sistema de los siete climas del Almagesto de Claudio Ptolomeo.
Al-Razi nació en Rayy, Persia, en el seno de una prestigiosa familia; su padre fue Kvajeh Mirza Ahmad, el alcalde de Ray por nombramiento de Tahmasp I (r. 1524-1576). Su tío paterno era Khvajeh Mohammad-Sharif, poeta y ministro del gobernador de Jorasán y más tarde del sah.
Completó su enciclopedia en 1002 AH (1593/1594) después de seis años de trabajo, aunque la obra existente incluye adiciones de fecha más reciente. Se desconocen sus fechas de nacimiento y muerte. Es posible que haya visitado la India mogol durante el reinado de Akbar.
Haft iqlīm (también Haft eqlīm) proporciona amplia información histórica, biográfica y topográfica, ordenada por «clima», es decir, la mayor división del mundo conocido por la latitud geográfica según Ptolomeo. El número total de biografías de la obra es de 1.560, en muchos casos con más detalles que los encontrados en obras medievales como Lubab ul-Albab o Tazkirat al-Awliya. En la obra también se citan muestras de poesía que no se registran en otros lugares, y algunos pasajes en prosa, por ejemplo, de Ubayd Zakani.
Las fuentes de Al-Razi han sido investigadas por Naqawī, que identificó treinta y nueve. Carl Hermann Ethé proporciona una tabla de contenido de la obra. La obra sobrevive en numerosos manuscritos. La única edición completa es la de Jawād Fāżel (1961). La edición de Calcuta de Ross et al. es superior a la de Fāżel pero está incompleta, omitiendo el cuarto clímax —que abarca más de la mitad de la obra.